# Elephantis (Gemahlin des Danaos)
Elephantis (altgriechisch Ἐλεφαντίς Elephantís) ist in der griechischen Mythologie eine der Gattinnen des Danaos, dem sie zwei Töchter gebar: Hypermestra und Gorgophone.
Während bei der Massenhochzeit der 50 Töchter des Danaos mit den 50 Söhnen des Aigyptos in der Regel das Los über die Paarbildungen entschied, wurden ihren Töchtern die Söhne des Aigyptos aus der Ehe mit Argyphie wegen deren königlicher Herkunft zugewiesen: Gorgophone heiratete Proteus ohne Los, während ihre Schwester Lynkeus zum Ehemann erhielt. Wie die übrigen Söhne des Aigyptos wurde auch Proteus von seiner Ehefrau in der Hochzeitsnacht getötet, Lynkeus hingegen wurde von Hypermestra verschont, weil er ihre Jungfräulichkeit respektiert hatte.